# Козакевич, Ита
Ита Мария Козакевич (пол. Ita Maria Kozakiewicz, латыш. Ita Marija Kozakeviča;. 3 июля 1955, Рига — 28 октября 1990, Гаэта) — основательница и первый председатель Союза поляков в Латвии, деятель латвийского национального возрождения, депутат Верховного совета Латвии от Народного фронта.

## Биография
Родилась 3 июля 1955 года в Риге в смешанной польско-латышской семье. В 1962—1974 годах училась во «французской» средней школе № 11 им. Анри Барбюса в Риге, затем в 1974—1981 годах продолжала обучение романской филологии в Латвийском государственном университете.
После окончания вуза работала корректором в рижском издательстве Liesma и журналистом и редактором в газете Daiļrade. Владела латышским, русским, польским, а также французским, испанским, немецким и грузинским языками, переводила с польского и французского на латышский. Занималась исследованиями фольклора.
Ещё во время учёбы в вузе начала участвовать в полуофициальной деятельности польского меньшинства в Латвийской ССР. В 1989 году стала председателем Латвийского общества друзей польской культуры, возникшего в ноябре 1988 года. Была одним из основателей польского общества в Екабпилсе в 1990 году, затем возглавила возрожденный довоенный Союза поляков в Латвии. Одновременно была сопредседателем Ассоциации национальных культурных обществ Латвии (АНКОЛ), объединявшего организации национальных меньшинств. Содействовала подписанию 12 декабря 1989 года договора о сотрудничестве между польским и латвийским министерствами образования и приглашению в Латвию учителей из Польши.
В 1988 году начала сотрудничать с Народным фронтом Латвии, стремившимся к автономии, а потом и к независимости страны. В 1989 году была кандидатом в Верховный Совет СССР от екабпилского избирательного округа, а также в органы местного самоуправления. По результатам выборов 18 марта 1990 года стала депутатом Верховного совета Латвийской ССР 12-го созыва от избирательного округа № 129 в Екабпилсе. Занималась вопросами национальных меньшинств, возглавляла Комиссию по правам человека и национальным вопросам, входила в состав президиума. 4 мая 1990 года вместе с другими депутатами Народного фронта проголосовала за принятие Декларации о восстановлении независимости Латвийской Республики. В июне 1990 года в Цесисе ей был присвоен титул «Женщина — Латвия».
Трагически погибла 28 октября 1990 года во время купания в Тирренском море, возвращаясь в Рим после посещения Монте-Кассино в рамках конференции польской диаспоры Kraj — Emigracja.
Похоронена на кладбище Микеля в Риге, сектор M1-8, участок 14090221.

## Взгляды
Интересовалась прежде всего национальными и религиозными вопросами. По воспоминаниям близко сотрудничавшей с ней Р. М. Шац-Марьяш, несмотря на неприятие русификации, действий Интефронта и борьбу за становление независимого латвийского государства, была противницей агрессивного латышского национализма как государственной идеологии.
Рассматривала возможность «нулевого» варианта предоставления гражданства всем жителям страны во избежание напряженности в обществе и притеснения меньшинств: «Сейчас латыши ещё являются объектом правонарушений чужеродной им власти, но придет время, они станут хозяевами, и не дай им Бог стать субъектом правонарушений по отношению к другим народам».
По словам президента Латвии Вайры Вике-Фрейберги, Ита Козакевич была «символом свободы и независимости Латвии».

## Семья
Отец Ежи (Юрис) Козакевич — поляк, мать Рита Лидакс — латышка. Семья со стороны отца осела в Латвии после поражения Польского восстания 1863 года. В 1978 году вышла замуж за Станислава Рышарда Липеца, однако брак вскоре распался. Второй муж — математик Индулис Страздыньш, позднее избранный депутатом Верховного совета Латвии.

## Награды и память

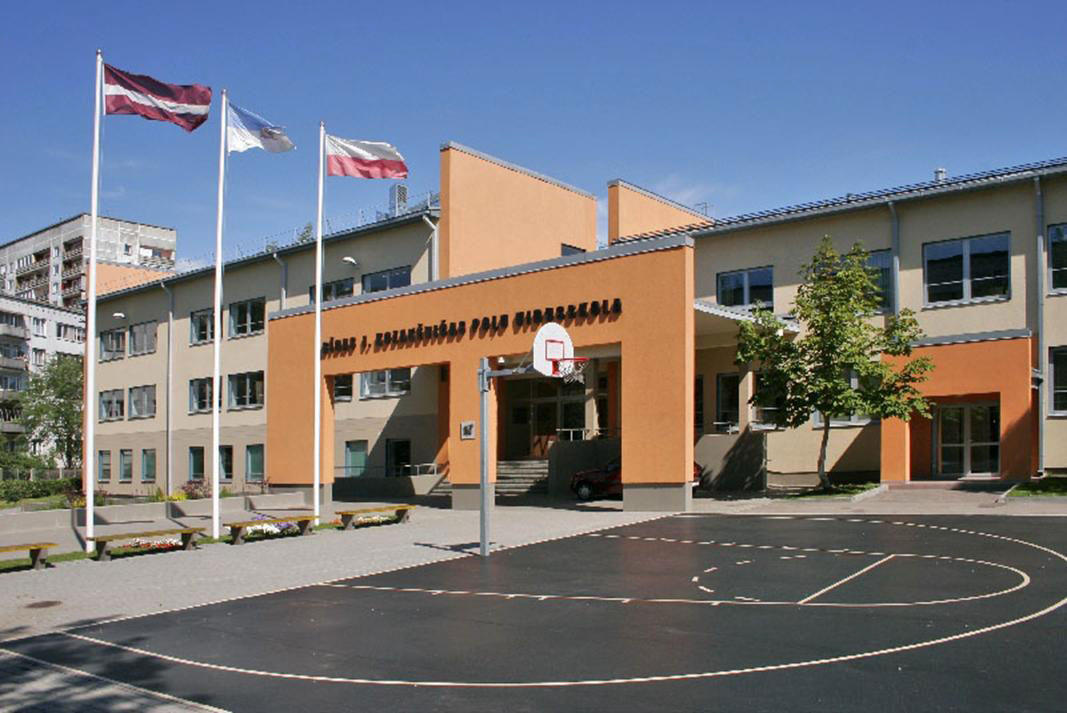
Польская средняя школа им. Иты Козакевич в Риге.

В 2001 году посмертно награждена президентом Александром Квасьневским Командорским крестом со звездой Ордена Заслуг перед Республикой Польша.
Именем Иты Козакевич названа Ассоциация национальных культурных обществ Латвии (АНКОЛ) и польская средняя школа в Риге, на которой установлена памятная доска.
Ей посвящен документальный фильм Ita (Нора Икстена, Харийс Бекерис), а также книга А. В. Мелналксниса Zvaigznei tikai stunda (2004, польский перевод Tylko jedna godzina dla gwiazdy в 2007 году).
5 декабря 2022 года в Екабпилсе был открыт памятник авторства Ромуальда Гибовского.
Mano laisvė (Моя свобода 2023) Историческая драма об Алиции, основанная на реальной истории Иты Козакевичи, журналистки и политика польского происхождения, которая была одним из самых ярких представителей движения за независимость Латвии и национального возрождения конца 1980-х годов.